# Myriostephes rubriceps
Myriostephes rubriceps is een vlinder van de familie van de grasmotten (Crambidae), uit de onderfamilie van de Spilomelinae. De wetenschappelijke naam van deze soort is voor het eerst voorgesteld als Stenia rubriceps door George Francis Hampson in een publicatie uit 1903.
De soort komt voor in India (Himachal Pradesh) en op de Tanimbar-eilanden (Indonesië).